# Grèves des PTT en France

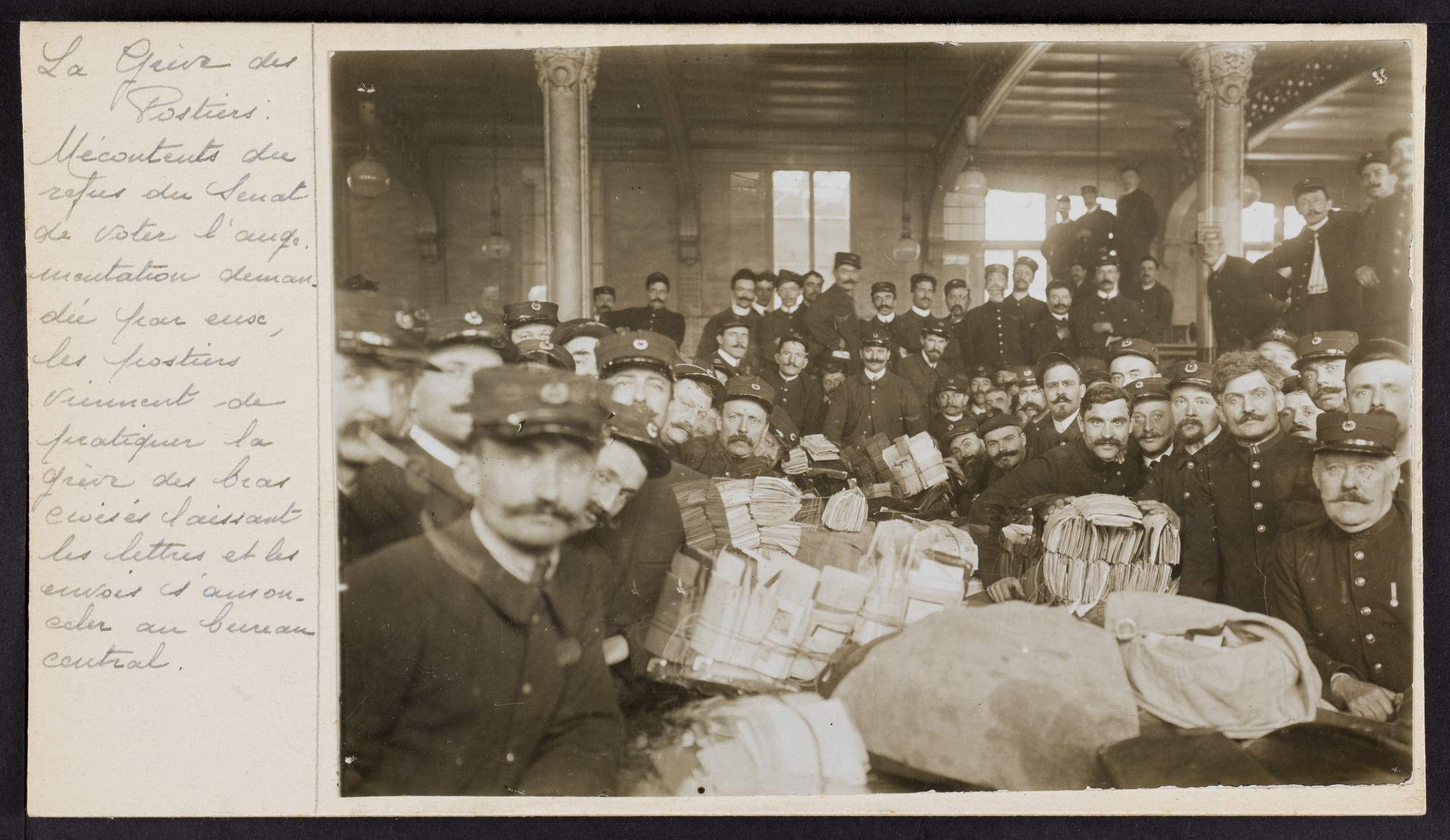
La grève des postiers - Photographie d'une salle de la Recette principale de la Poste de Paris, lors d'une grève des facteurs au début du.

Les grèves des PTT sont des mouvements sociaux qui depuis le début du XXe siècle marquent particulièrement l'opinion publique. En effet, l'expression « passer comme une lettre à la poste » est née de la régularité de l'acheminement et de la distribution du courrier. Elle est globalement validée depuis la naissance de la Poste comme service public. Une grève qui survient au sein des PTT, maintenant La Poste, rompt ce pacte tacite entre l'expéditeur et le destinataire, par la défaillance du maillon intermédiaire essentiel aux relations sociales et à l'économie. La croissance d'autres moyens de communications ne semble pas encore avoir minoré drastiquement les effets d'un arrêt de travail prolongé dans ce secteur des échanges.
L'État, garant du service public et fort de la fonction régalienne de celui-ci, a longtemps dénié aux fonctionnaires des Postes et des télégraphes le droit de pouvoir se mettre en grève. À l'argument de la préservation de l'intérêt général se superposait un second grief envers une grève des postiers et des télégraphistes. Ceux-ci étant payé par lui, ne saurait se mettre en grève sans rompre le lien particulier qui aurait lié l'agent assermenté à son employeur, l'État patron. L'argument ne valait pas que pour les agents des PTT. Mais dans cette branche de la Fonction publique, il fut contesté de la façon la plus radicale par les salariés eux-mêmes: en faisant grève. 
C'est une approche des principaux jalons des grèves postales qui est livrée ici.

## 1899 - 1914
La grève est interdite pour tous les fonctionnaires. Quand de personnel y recourt, il s'expose à des sanctions qui vont jusqu'à la révocation. De plus le droit syndical ne s'applique pas aux agents de l'État,.

### Grèves partielles et parisiennes de facteurs

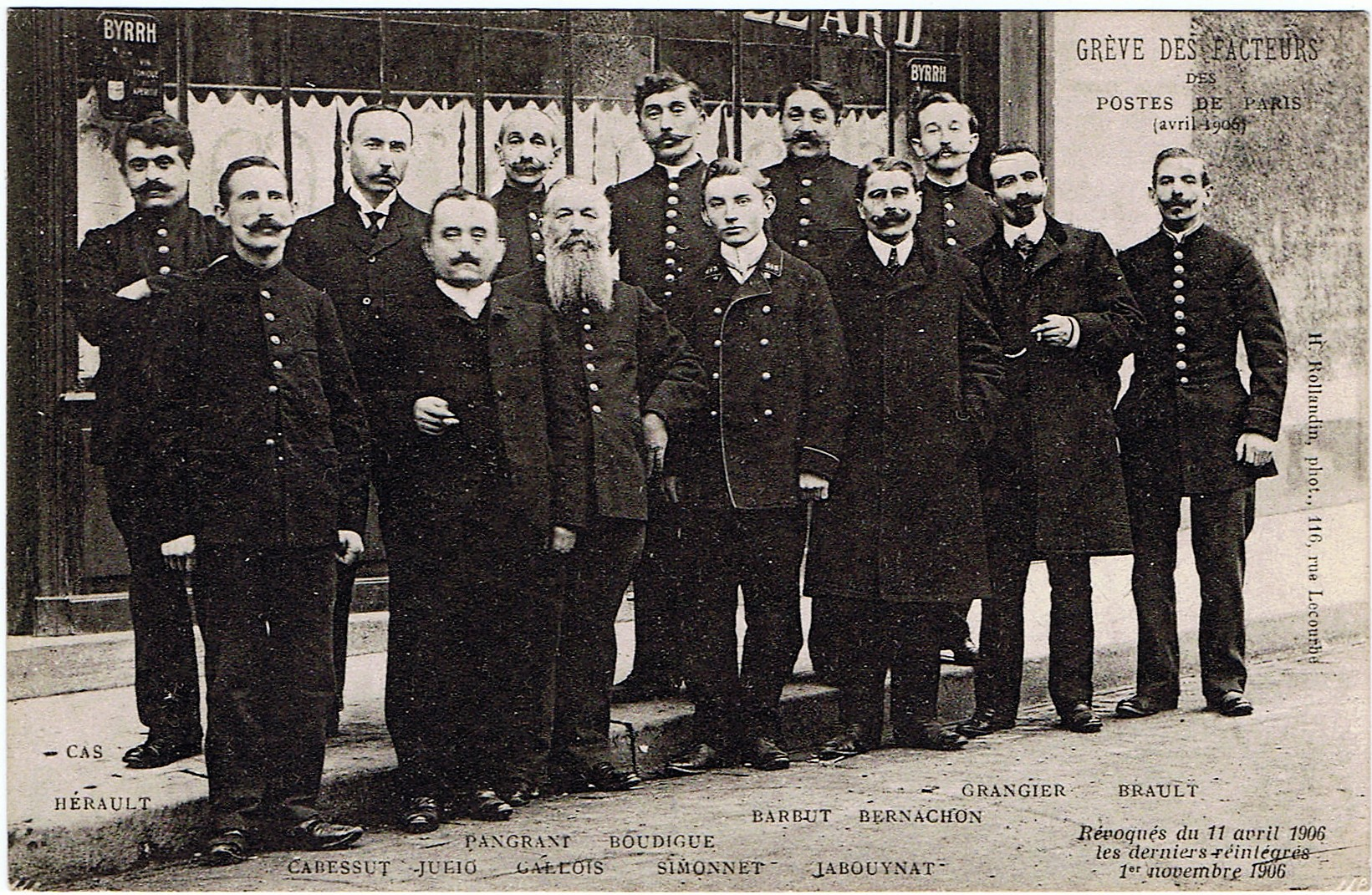
Les dirigeants de la grève des facteurs parisiens d'avril 1906

- 18 mai 1899 : première grève de facteurs des postes à Paris RP (Recette principale, rue du Louvre). Grève partielle, pour une augmentation des salaires. Le sous-secrétaire d'État aux Postes et Télégraphes Léon Mougeot, fait appel à l'armée pour distribuer le courrier. 27 révocations et nombreuses autres sanctions.
- 11 - 19 avril 1906 : Alors que toute la presse concentre ses articles sur la grève générale proclamée par la CGT pour le 1er mai, des facteurs parisiens se mettent en grève[3]. L'année précédente, un syndicat s'est constitué parmi eux. Les grévistes veulent que l'administration reconnaisse leurs porte-paroles. Au contraire, le ministre des Travaux publics et des PTT, Louis Barthou refuse tout dialogue et laisse "pourrir" un mouvement qui touche surtout les moins âgés des facteurs. Pour finir, près de 300 révocations frappent les grévistes. Tous sont réintégrés les mois suivants, jusqu'au 1er novembre. Parmi les figures du syndicalisme postier, quelques-uns des facteurs sanctionnés: Jean Pangrani[4], Henri Grangier[5], Louis Simonnet[6]. Cette grève est restée très localisée et n'a impliqué qu'une catégorie du personnel postal.

### Droit syndical dénié aux fonctionnaires
Le 22 mars 1907, le gouvernement, présidé par Georges Clemenceau a proposé, quelques jours plus tôt, une loi portant sur les droits d'association des fonctionnaires. C'est en fait un texte restrictif et jugé tel par les "syndicalistes". 7 d'entre eux adressent une lettre ouverte à Clemenceau au nom d'un Cartel pour la défense du droit syndical. Tous les sept, l'instituteur Marius Nègre, l'employé de l'éclairage Émile Janvion et…cinq postiers sont révoqués sur le champ. Pour les postiers, sont ainsi sanctionnés le secrétaire de l'Association générale des agents des PTT, Clavier, les facteurs Simonnet et Grangier, qui en sont à leur deuxième révocation, et deux commis des services ambulants, Paul Amalric et Paul Quilici.

### Les grèves de l'année 1909

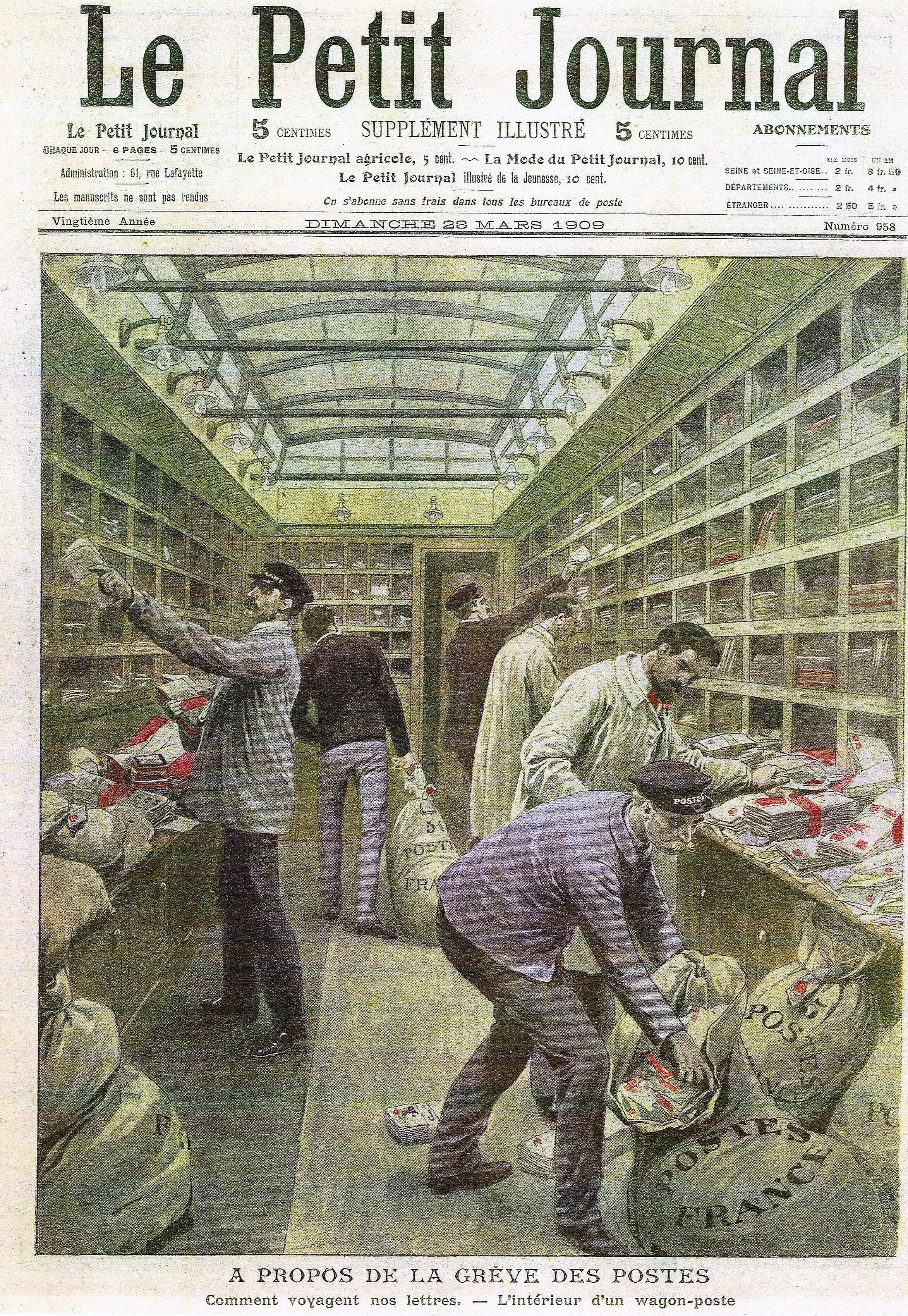
Le tri des lettres dans un wagon-poste par les postiers "ambulants".

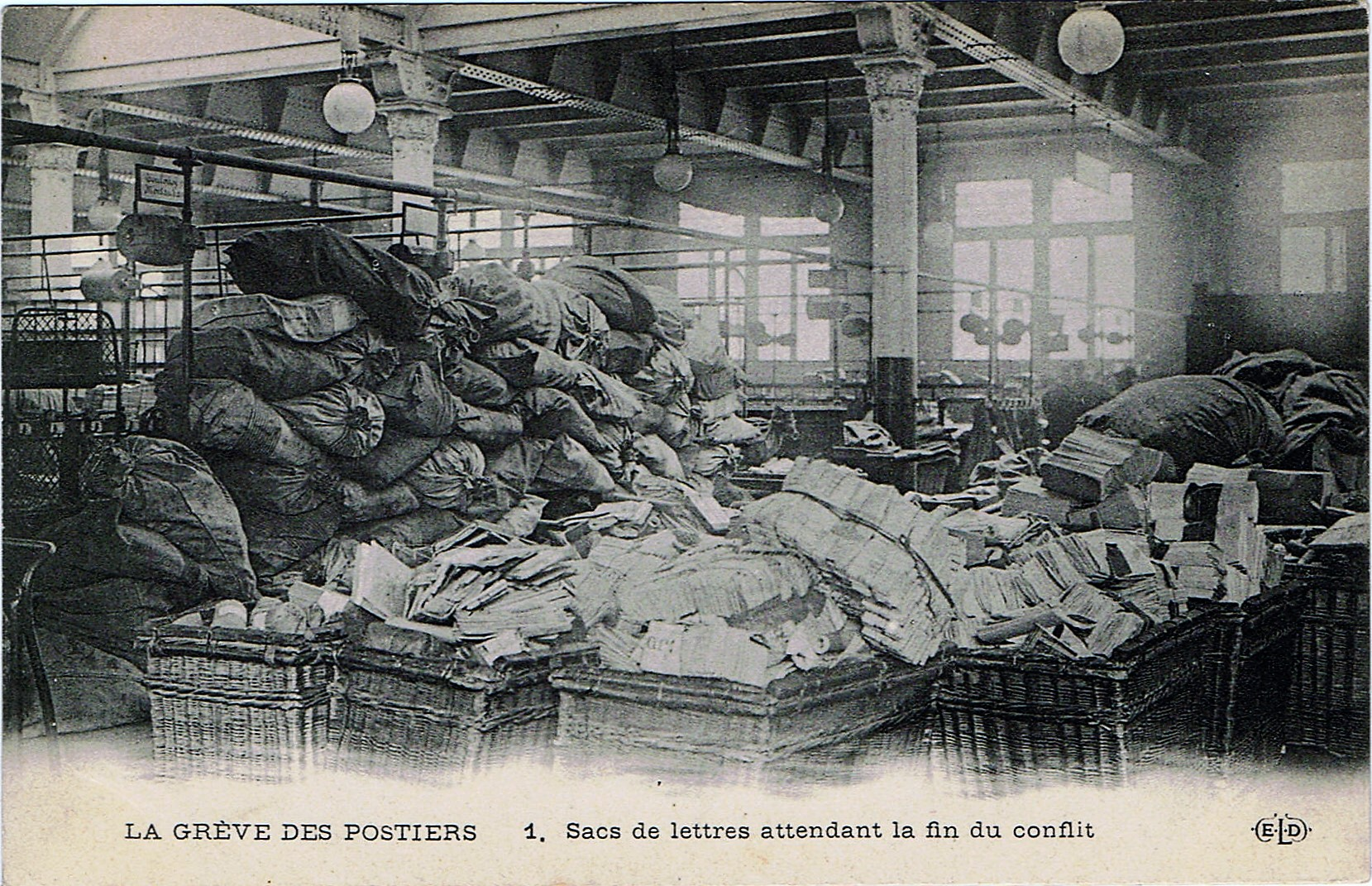
Grève des PTT de mars 1909, sacs et corbeilles de courrier en attente de la fin du conflit.

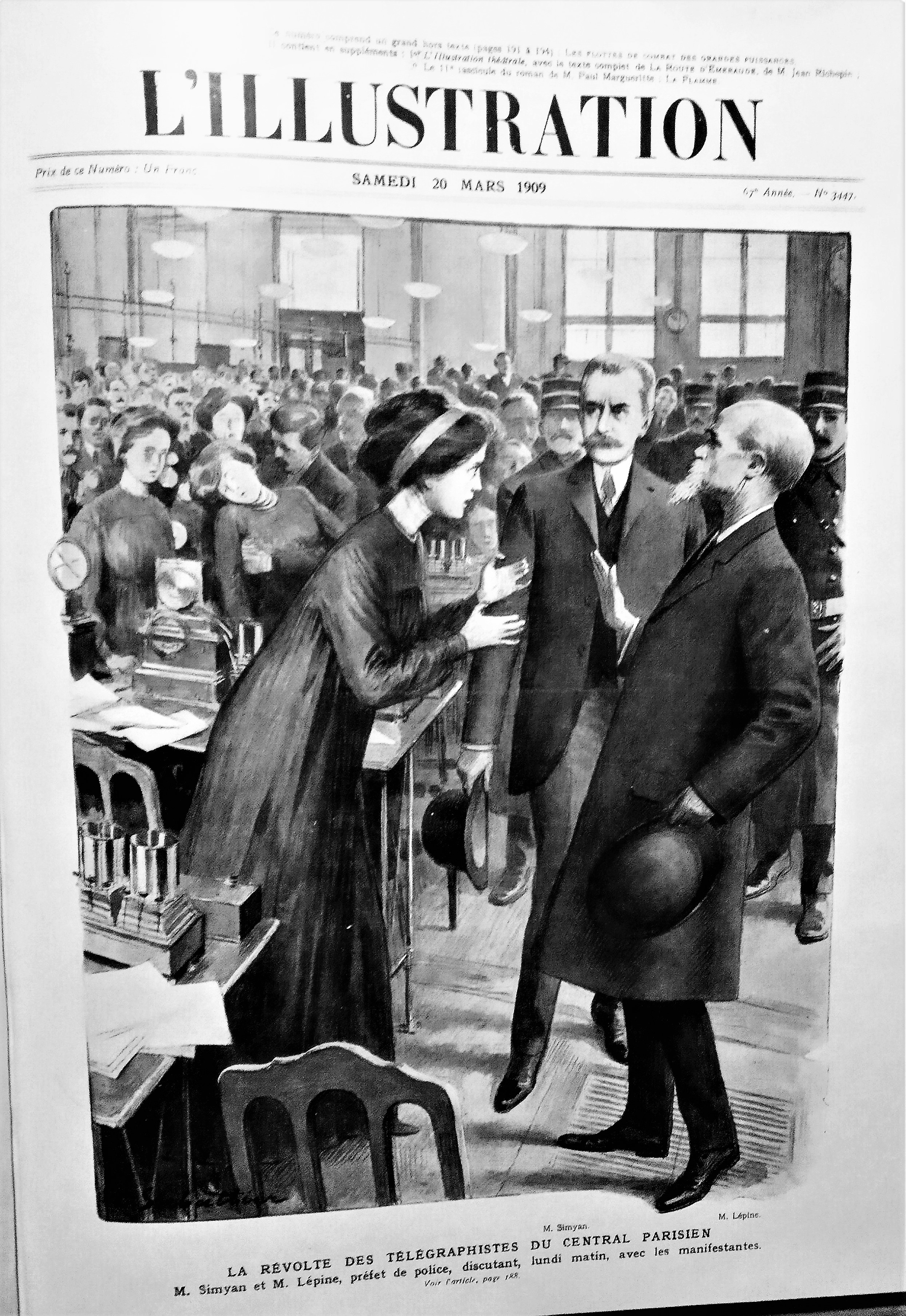
Altercation entre une dame télégraphiste et Simyan, le sous-secrétaire d'État aux Postes et Télégraphes. Le préfet Lépine s'interpose.

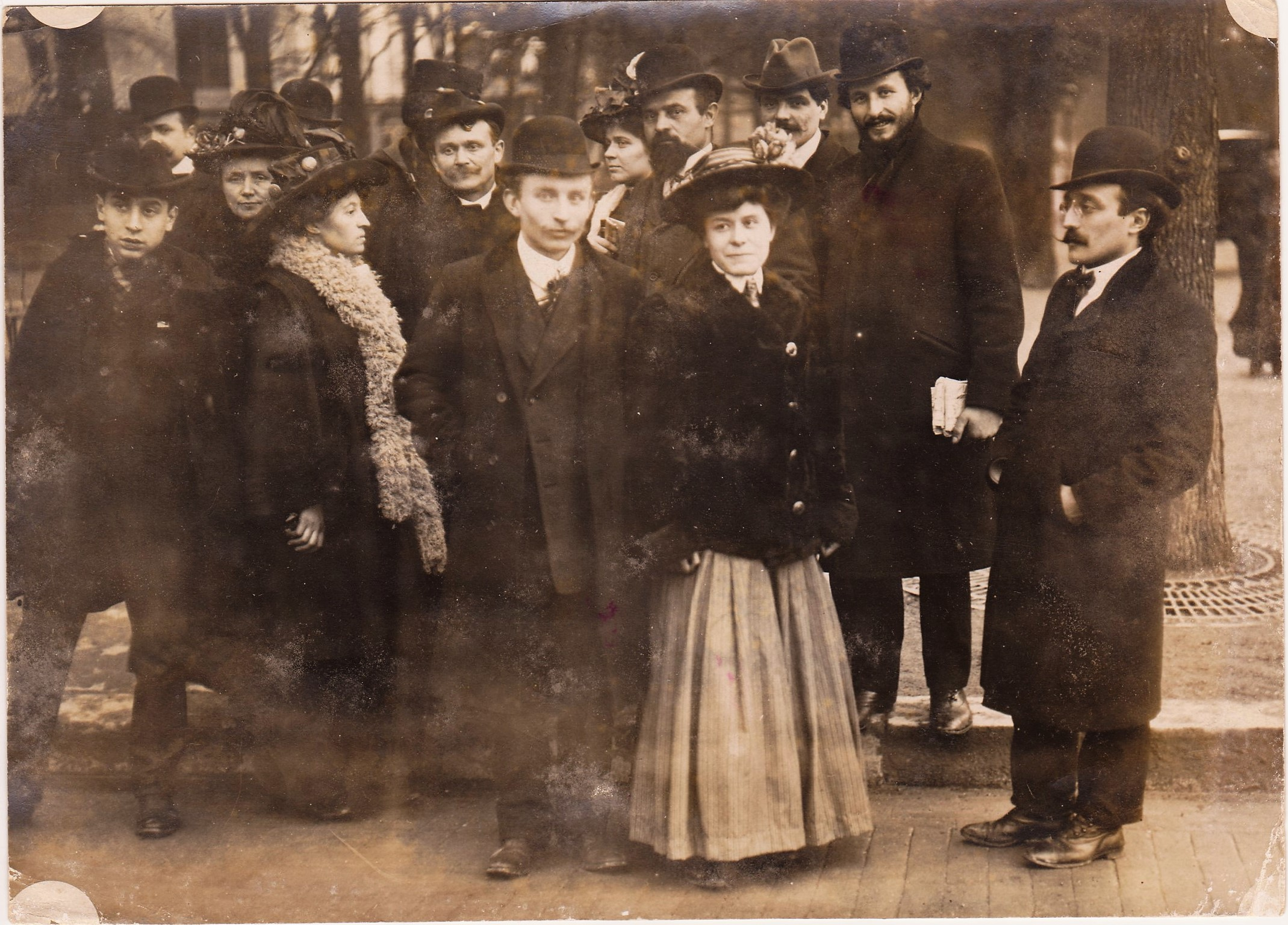
Clemenceau reçoit une délégation des grévistes le 22 mars 1909. Parmi eux, quatre femmes se sont imposées.

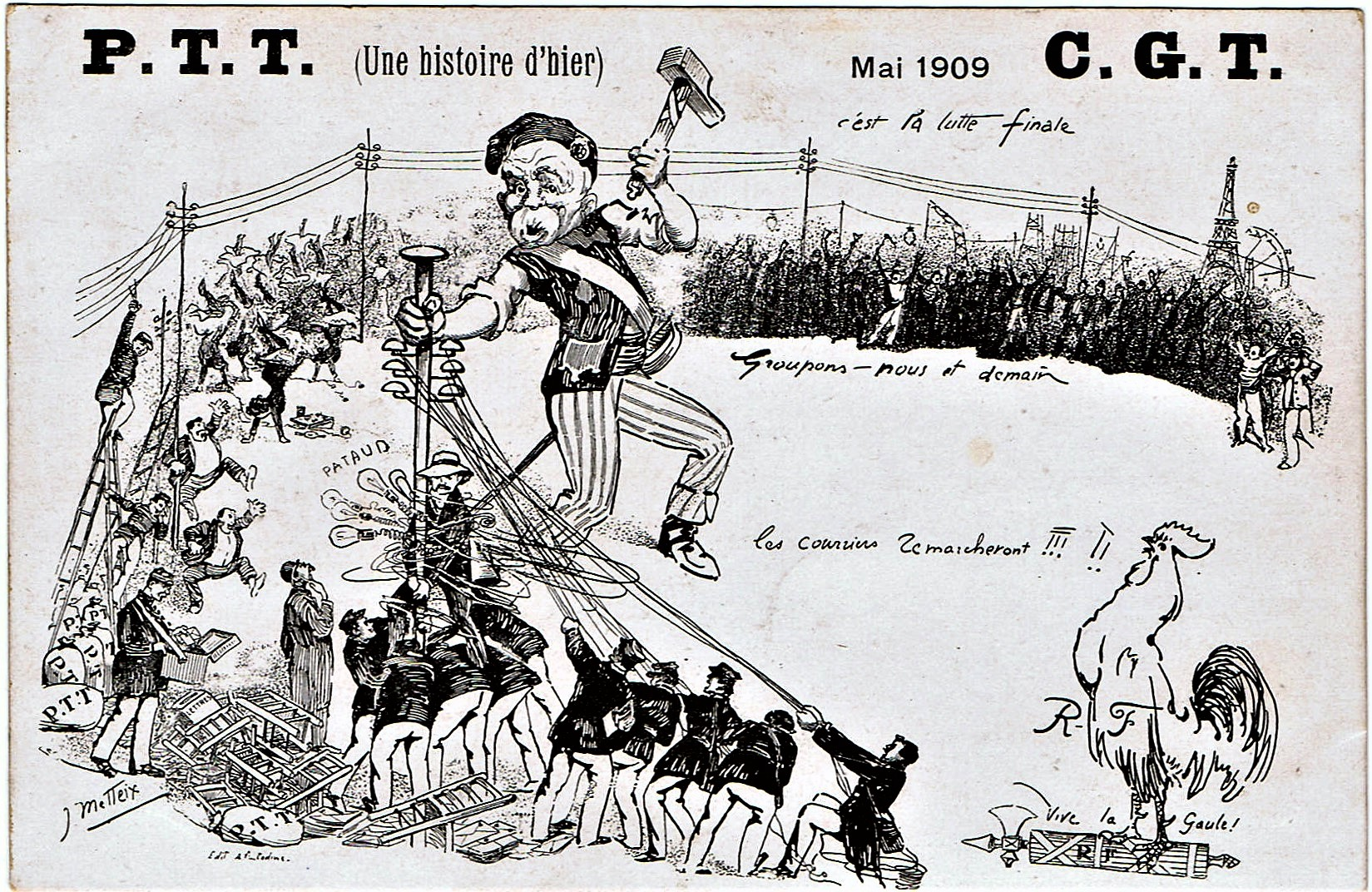
Carte postale : la grève des postiers de mai 1909, vue par l'illustrateur humoriste Metteix

Du 12 mars au 23 mars 1909 a lieu la première grève généralisée à tous les PTT,. Elle met en mouvement les télégraphistes, les agents des bureaux de poste, les postiers des services ambulants  (les agents travaillant dans les wagons-poste), les dames employées du télégraphe et du téléphone, les ouvriers des lignes. Malgré une fermeté proclamée, malgré le soutien à cette politique obtenu à la Chambre des députés par Louis Barthou et Clemenceau, malgré des sanctions prises, la grève perdure. Née à Paris, elle s'étend aux principales villes de France, avec des points forts à Lyon, Marseille, Rouen, Lille. Cependant, elle semble plus suivie dans la catégorie des agents, que chez les facteurs, dans les grandes concentrations "tertiaires" comme les centraux télégraphiques, les bureaux de tri des gares, les services ambulants, essentiels dans l'acheminement du courrier ou les dépêches télégraphiques, que dans les centres de moindre importance.  Le gouvernement se trouve dans l'obligation de négocier avec les grévistes. Les revendications de ceux-ci portent à l'origine sur des problèmes internes d'avancement. Mais au fil d'événements à rebondissements, c'est la démission du sous-secrétaire d'État aux PTT, Julien Simyan qui devient l'objectif que les grévistes croient pouvoir atteindre. À Paris se tiennent des meetings quotidiens : ceux-ci semblent selon la presse rassembler des foules importantes, peu habituées à ce genre de réunion, mais qui au fil des jours s'affermissent dans la grève. Fermeté ? Clemenceau en a fait preuve contre la CGT les années précédentes… Cependant des circonstances le contraignent à reculer. Il y a le soutien du public à une grève qui met en avant des agents en "cols blancs" que la propagande du Tigre peine à présenter comme des révolutionnaires. Il en est de même pour les dames téléphonistes dont la participation à cette grève est une première. Il y a aussi une forte pression des milieux d'affaires, désarçonnés par cette grève imprévue. Des négociations officieuses entre le ministre Louis Barthou et le syndicat des ouvriers des PTT s'ouvrent. Insuffisantes, car ni les "agents", ni les facteurs ne sont représentés. 
Le 22 mars 1909, alors que plusieurs milliers de grévistes sont rassemblés en un meeting encore plus massif que les précédents, une délégation de 12 postiers (dont quatre femmes, fait extraordinaire pour longtemps), représentants des grands services en grève est reçue, Place Beauvau, par Clemenceau en personne. Elle obtient des promesses verbales, qu'elle transmet aux grévistes. Comme lors de chaque décision, la reprise du travail est soumise au vote, à mains levées. Majoritairement les postiers se rallient à la fin de la grève, alors qu'elle semblait devoir durer… Face à des syndicalistes encore peu expérimentés, Clemenceau fait preuve d'un art politique évident : de 1906 à 1909, son gouvernement ne tient-il pas près de 3 années dans une Troisième République marquée par l'instabilité ministérielle. Quant aux postiers, auxquels ont été "promis" la levée des sanctions et la réforme de leur avancement, ils peuvent, à l'instar de l'Humanité de Jean Jaurès, crier : Victoire !!

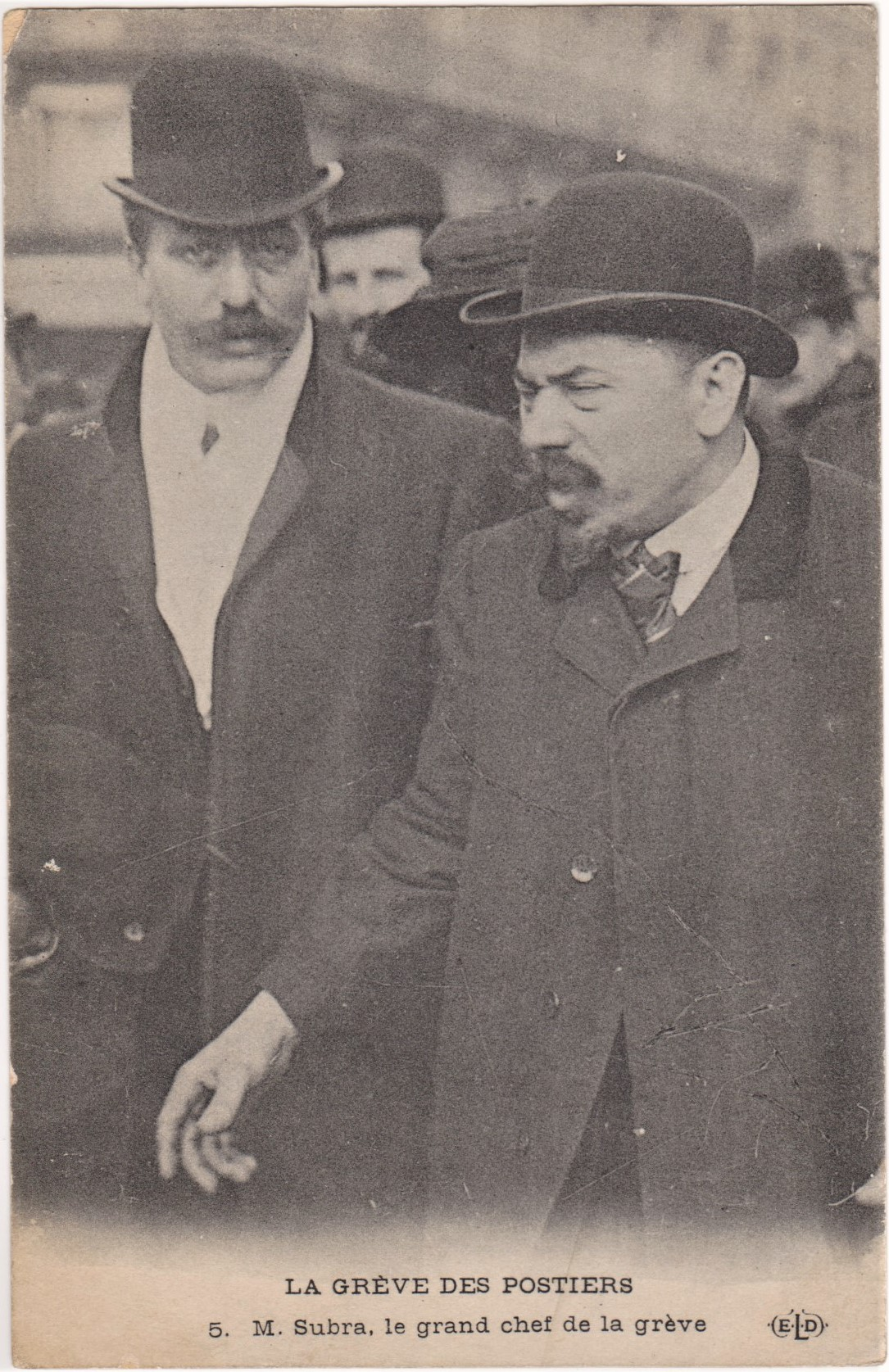
Frédéric Subra, dirigeant de brigade chez les « ambulants » et un des leadeurs des grévistes.

En avril 1909, dans l'euphorie de  cette victoire, certains postiers se laissent entrainer à sous-estimer le politicien manœuvrier qu'ils ont face à eux. Si le Syndicat des ouvriers des PTT a contribué, avec discipline et pragmatisme, au succès de la grève, si les postiers ont suivi massivement les dirigeants de l'A.G. des agents, qui est un syndicat sans en avoir le nom, l'ensemble du "prolétariat postal" est loin du Syndicalisme-révolutionnaire de certains dirigeants de la CGT. Cependant quelques leadeurs de l'A.G. y voient l'avenir. Ils interviennent dans plusieurs meetings syndicaux, dont l'un à Paris, le 4 avril, rassemble des milliers de participants. Certains orateurs voient la Révolution  poindre : le gratin du Syndicalisme-révolutionnaire est à la tribune, Georges Yvetot, Raymond Péricat, Émile Pataud, Émile Janvion. Le postier Louis Simonnet y réclame le droit syndical pour les fonctionnaires. Le secrétaire de la CGT, Louis Niel est plus circonspect. Du côté socialiste SFIO, c'est le temps du Congrès national annuel, à Saint-Étienne. Le commis des postes Jean-Louis Chastanet y intervient en prophétisant la lutte finale. Pendant ce temps, Clemenceau et son ministre Louis Barthou, préparent des conseils de discipline, tandis que les Chambres de commerce prévoient des acheminements supplétifs. Début mai, les dirigeants « syndicaux » des PTT sont traduits devant les instances administratives pour "propagande révolutionnaire" contrevenant à leur obligation de réserve. Tous sont révoqués : Chastanet, Perussie, Lamarque, Charles Le Gléo, en particulier, ceux-là que Clemenceau avait reçu en délégation. Par fournées, tous les dirigeants du syndicalisme naissant sont promis à sanction : les responsables de l'A.G. des agents, Frédéric Subra, Raoul Montbrand, Charles Vallet, Paul Amalric, la téléphoniste Pech, tout comme les jeunes, souvent âgés de moins de trente ans, dont la grève révèle le talent militant : André Février (24 ans), à Lyon, Clovis Constant (21 ans), au Havre, René Plard (21 ans) à Nevers, Louis Thomas, connu sous le nom de Maurice Harmel, (25 ans), ou André Maratrat (21 ans), au central télégraphique de Paris.
Du 11 mai au 20 mai 1909, les trois organisations syndicales catégorielles, constituées depuis mars 1909 en une Fédération nationale des PTT lancent, en riposte, un appel à la Grève générale des postiers. La masse des postiers, le Central télégraphique même, pourtant en pointe de la grève en mars, ne suivent pas le mot d'ordre. Le courrier est détourné pour être traité par un circuit parallèle. La Chambre de commerce d'Amiens va jusqu'à émettre des vignettes spéciales, qui ont allure de timbres-poste. Les sanctions administratives pleuvent sur les rares grévistes. Le soutien de la SFIO, celui de la Ligue des droits de l'homme ne suffisent pas. La direction de la CGT, sollicitée mais divisée, lance à son tour un appel à une grève générale : celle-ci intervient le 20 mai, alors que le nombre des grévistes aux PTT, décimés par les sanctions, est très faible. Cette grève générale, occasion de quelques bagarres à Paris, est un fiasco. Le 21 mai, c'est la direction de la CGT qui appelle à la reprise du travail. Plus de 800 postiers sont révoqués. 

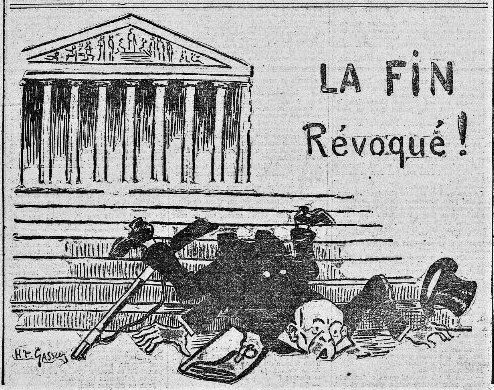
La chute du gouvernement Clemenceau vue par H.-P. Gassier dans L'Humanité.

Cinq jours plus tard, le 26 mai 1909 le secrétaire général de la CGT, Louis Niel démissionne. Son remplaçant, Léon Jouhaux élu en juillet 1909 va marquer le syndicalisme français. À l'automne 1909, tirant les conséquences des grèves, un noyau de syndicalistes animé par Pierre Monatte, qui a suivi les événements en tant que journaliste d'un éphémère quotidien, la Révolution, lancé par Émile Pouget, crée une revue d'étude et d'action syndicales, La Vie ouvrière.
Quant à Clemenceau, son gouvernement est mis en minorité le 20 juillet 1909. Alexandre Millerand, ministre des Travaux publics, des Postes et des Télégraphes du gouvernement suivant, formé par Aristide Briand, réintègre progressivement dans l'administration la plupart des postiers révoqués et supprime le poste de sous-secrétaire d'État aux PTT.

## 1919 - 1946

### Un entre-deux guerres peu gréviste
L'épisode de 1909 est vite élevé au niveau du mythe par les syndicalistes postiers et par leurs adversaires. De 1919 à 1946, il sert de référence constante, tant de la part de la CGT que de la CGTU, pour affirmer la spécificité du syndicalisme aux PTT par rapport à celui de l'ensemble de la fonction publique. Tout mouvement de grève est jaugé à l'aune de 1909. La réalité est beaucoup moins épique. Le mouvement syndical divisé n'entraîne que des conflits localisés, par ailleurs tout aussi durement réprimés par les responsables des PTT, jusqu'en 1934. Les grands conflits sociaux de 1919-1920, n'ont qu'un impact très limité aux PTT. 
Entre 1934 et 1938 prend corps une forme d'action tout autre que la "grande grève": c'est la journée nationale de grèves que les syndicalistes mettent en avant aux PTT, avec des fortunes diverses. Le 12 février 1934, l'appel à la grève semble avoir été particulièrement suivi par les postiers: " depuis 1909 nous n'avions pas vu pareil mouvement" écrit-on dans la presse syndicale. Georges Frischmann, praticien et historien du syndicalisme, cite 160 000 grévistes. Chiffre exagéré, la grève aurait touché 90 % de la profession… Mais il traduit sûrement la réalité en certains endroits.
Les grèves de 1936 ne sont pas suivies aux PTT et dans la fonction publique. Au-delà du soutien politique apporté au nouveau gouvernement, cette non-participation est sans doute due à un moindre ressenti de l'urgence d'améliorations. Les traitements de la majorité des postiers ne sont pas élevés, ils n'en sont pas moins assurés. La hiérarchie est pesante, elle n'est pas toute puissante sur l'emploi lui-même. Des structures de médiation existent (commissions d'avancement de grade, conseil de discipline), des élus du personnel y siègent, bien avant le Statut des fonctionnaires de 1946.
Une autre journée nationale, dite de grève générale a lieu aux PTT, comme dans l'ensemble des métiers, le 30 novembre 1938. Un historien, Guy Bourdé en a fait l'étude. Alors que la fédération postale revendique plus de 100 000 adhérents, (pour 180 000 postiers), elle n'annonce que 4 000 grévistes. Ce chiffre semble en fait ne recouvrir que les agents sanctionnés pour fait de grève. Georges Frischmann reprenant un autre source annonce 28 000 journées perdues, soit autant de grévistes. La fédération postale CGT étant plutôt hostile à cette grève, lancée par la direction confédérale de Léon Jouhaux et soutenue par les anciens "unitaires, a peut-être minoré son ampleur… Le doute est de mise ici, mais la controverse illustre les antagonismes exacerbés au sein du syndicalisme postier. La guerre, puis la Libération creusent un peu plus le fossé creusé entre les deux tendances du syndicalisme des PTT

### Les postiers parisiens dans la «grève insurrectionnelle» de l'été 1944
- Profondément divisés les syndicalistes de PTT tardent à s'unir face au Régime de Vichy. La Résistance française contre les occupants fédère, à partir de 1943 des syndicalistes issus d'horizons  divers: socialistes structurés dans Résistance PTT, communistes rattachés à Libération Nationale PTT . Une rencontre entre le leadeur historique du syndicalisme « confédéré », Léon Digat et le leadeur parisien des anciens « unitaires », Emmanuel Fleury scelle ce rapprochement. En septembre 1943, le journal de ces derniers appelle à la grève, en se référant aux précédents épisodes de l'histoire du syndicalisme postier: 1909, 1934. Dès lors la mobilisation va croissante. À Paris en particulier un Comité central de grève prépare la grève générale[24].
- Le 15 août 1944, c'est un appel à une grève générale  immédiate que lance le Comité central de grève. Cet appel est appliqué le 16 août:  les postiers parisiens, deuxième profession, après les agents des Chemins de fer, entrent par ce moyen dans l'insurrection libératrice. Du fait de la maîtrise du réseau des transmissions téléphoniques, le rôle des agents des PTT n'eut rien de négligeable: ainsi le PC de l'insurrection, et son chef Henri Rol-Tanguy disposèrent-ils d'un réseau parallèle permettant information et transmission des ordres. Principale nœud du système postal parisien, la Recette principale, rue du Louvre, est occupée. La grève cesse le 28 août par un appel commun de la Direction provisoire des PTT de Paris et des dirigeants de la Fédération postale reconstituée, Emmanuel Fleury et Fernand Piccot.

### 1946, la grève constitutive du schisme syndical
Le mouvement de grève de l'été 1946 aux PTT a la caractéristique de ne concerner que cette administration, comme en 1909. Il se situe dans un contexte de luttes internes déjà abordées, et dans une situation politique atypique. Depuis 1944, sous l'autorité du général de Gaulle, puis sans lui, le Parti communiste français participe au gouvernement de la France et à la reconstruction du pays. Ils soutiennent activement la bataille de la production. Celle-ci, dans la tension des énergies pour "produire plus", nécessité économique, en vient à sous-estimer l'aspiration des travailleurs à en recueillir quelques fruits. L'historienne Annie Lacroix-Riz a montré le tournant qui s'opère dans l'opinion au printemps 1946, qui amène les travailleurs à revendiquer des hausses de salaire. 
- Les travailleurs des PTT ne sont pas un ilot isolé. Mais les revendications, ici se télescopent avec les luttes syndicales intestines: la fédération postale-CGT est dirigée par le communiste Fernand Piccot, le ministre d'État, chargée de la réforme de la fonction publique  est Maurice Thorez, secrétaire général du PCF. Tout laisse à penser que la direction fédérale ne cherche pas l'épreuve de force avec son ministre de tutelle. Les opposants à la nouvelle direction sont divers :  anciens confédérés évincés de la direction fédérale, syndicalistes-révolutionnaires soucieux de l'indépendance du "syndicat" par rapport au "politique, socialistes SFIO tentant de déborder par la "phrase" de gauche, un Parti communiste soucieux de montrer son aptitude à gérer, au risque de mécontenter une partie de sa base électorale. Ils s'emparent des revendications salariales et attisent les inquiétudes quant au futur statut de la fonction publique, qui est en discussion.
- La poussée "syndicaliste", amène la fédération des PTT à lancer un mot d'ordre de grève, pour le 30 juillet, limité à un arrêt de travail limité à  une durée de dix heures. Dans trois importantes régions, tenues par les minoritaires, Bordeaux, Clermont-Ferrand et Lille, les dirigeants cégétistes locaux appellent à la grève illimitée. Dès le 31 juillet, l'ampleur du mouvement est manifeste, bien au-delà de la zone géographique initiale. De nombreux services sont en grève, les lieux de travail sont occupés par les grévistes, une première aux PTT. Ampleur du mouvement ? Tandis que la direction fédérale dénonce "les diviseurs de la classe ouvrière", Marcel Cachin le directeur de l'Humanité note dans son carnet personnel :  (1er août 1946), "la masse des postiers marche aujourd'hui" (dans la grève); (8 août 1946), "la grève des PTT a entraîné les 50 %"… Pour débloquer la situation à laquelle ils ont contribué largement par calcul politique, et éviter une implosion de la coalition gouvernementale tripartite PCF-SFIO-MRP, les socialistes SFIO font intervenir un médiateur, semble-t-il auto proclamé mais compétent en la matière puisqu'il est postier lui-même, le député Léon Dagain. Celui-ci négocie, sous l'aval gouvernemental et celui du ministre des PTT Jean Letourneau, MRP, avec les grévistes organisés en un Comité national de grève, en contournant la fédération postale. Le 4 août, malgré des fortes oppositions, le travail reprend. Le Comité national de grève[26],[27], dirigé par un trio de militants, Charles Béreaux, de Lille, Camille Mourguès de Clermont-Ferrand et Gaston Duphil de Bordeaux, se pérennise en structure organisée. Revendiquant 15 000 membre, il se transforme Comité d'action syndicaliste, hors de la CGT en décembre 1946, puis en Fédération syndicaliste des PTT autonome, en juillet 1947. Cette fédération adhère à Force ouvrière en 1948.

## 1947 - 1990
La période qui débute avec la guerre froide, pour s'achever avec la chute du mur de Berlin, correspond curieusement à celle qui, aux PTT mène de la création (en 1946) de deux Direction générales, DGT (Direction générale des Télécommunications) et DGP (Direction générale de la Poste), à l'éclatement des PTT en deux établissements publics, France Télécom et La Poste. Deux thèmes majeurs mobilisent le syndicalisme "PTT" : le pouvoir d'achat des traitements dans la Fonction publique, la défense du Service public conçue en termes d'unité des PTT et de non privatisation de ceux-ci. L'écrivain Georges Valero  dont l'historien Christian Chevandier a écrit la biographie, lui-même postier et qui a participé dans son centre de tri à toutes les grèves des années 1960 aux années 1980, met en scène dans plusieurs de ses romans des grèves des PTT. Il en est de même pour d'autres postiers écrivains qui mettent en scène des grèves dans les Bureaux-gares parisiens : Walter Prévost, qui en 1980, publie le roman Luc -sur-Mer, ou  Maxime Vivas, dans Paris-Brune.
Trois catégories de grèves peuvent être dégagées, avec l'arbitraire d'une catégorisation qui recouvre des situations nuancées.
- Les mouvements inter professionnels, qui mettent en action au niveau national français l'ensemble des salariés. Journées nationales de grève générale ou grèves générales durables, telles celle de l'automne 1947 et le mouvement de mai-juin 1968. Elles ne sont pas étudiées dans cet article.
- Les mouvements centrés sur les PTT, selon les mêmes modalités. La grève générale de six semaines de l'automne 1974, miroir "fin de siècle" des grèves de 1909, en est l'archétype.
- Les mouvements propres aux fonctionnaires ou aux services publics, hybrides des deux précédents : les grèves de l'été 1953 entrent dans ce cadre.

### Été 1953, grève des services publics
La période qui suit la scission syndicale est peu propice à la manifestation gréviste aux PTT. À partir de 1947, on dispose des statistiques des jours de grève enregistrés par l'administration,. Le recours à la grève décline de façon régulière, après une année 1947, marquée par le mouvement gréviste de novembre-décembre, qui est durement réprimé aux PTT : le ministre socialiste SFIO Eugène Thomas y gagne de la part de la CGT le surnom de « Thomas les sanctions. »
- 1947 : 130 138 journées ; 1948 : 93 124 journées ; 1949 : 78 764 journées ; 1950 : 37 302 journées.
- Les années 1951 et 1952 sont quasiment exemptes de grève.
- 1953 : 1 203 255 journées.

Le conflit de l'été 1953, dans son versant « PTT » a été étudié par Jean-François Noël. Amorcé aux PTT, il atteint d'autres services publics (EDF-GDF, SNCF, RATP, Air France), les entreprises nationalisées (Charbonnages de France, arsenaux) et touche aussi quelques entreprises de la Métallurgie. En effet, aux raisons internes du mécontentement des postiers, en matière d'effectifs et de salaires, accumulé depuis plusieurs années de "paix sociale", s'ajoutent les projets du gouvernement Joseph Laniel d'économies budgétaires dans les entreprises publiques: la guerre d'Indochine qui s'éternise, nécessite pour une forte part cette mobilisation financière. Le 4 août 1953, les syndicats de la fonction publique appellent à une grève limitée à une heure, pour protester contre les décrets-lois gouvernementaux. À Bordeaux, les postiers de toutes obédiences (CGT, FO, CFTC et autonomes) décident la prolongation de ce mouvement en grève illimitée. Par télégraphe et téléphone, ils font connaître leur décision à l'ensemble des centres postaux et téléphoniques et à toutes les fédérations syndicales. Force ouvrière et CGT, séparément relaient dès le 5 août l'appel à la grève, . Elle s'étend comme une trainée de poudre à l'ensemble des PTT, malgré le fait que c'est la période estivale des congés. Réquisitions, réseaux parallèle d'acheminement, rien ne parvient à enrayer la grève. À Paris, reprenant la tradition de 1909, des meetings réguliers rassemblent dans l'unité syndicale un temps retrouvée des foules importantes de grévistes. Georges Frischmann, pour la CGT, y fait forte impression, de par ses talents oratoires. D'autres syndicalistes s'y révèlent: Madeleine Colin, Émile Le Beller. Tout jeune postier, Louis Viannet prend sa première carte syndicale. Mais c'est en coulisses politiques  que des négociations ont lieu, excluant la CGT. Le député Léon Dagain s'entremet aux PTT, entre Force ouvrière, la CFTC et le ministre Pierre Ferri. D'officieuses, les tractations deviennent officielles à partir du 15 août, et aboutissent à un appel CFTC-FO pour la reprise du travail, le 21 août. La base renâcle, la CGT dénonce une « trahison », et la grève se poursuit notamment à Paris jusqu'au 25 août. Ce jour-là, des membres du bureau confédéral de la CGT emprisonnés depuis des mois, Alain Le Léap, Lucien Molino, ainsi que d'autres militants, sont libérés. Le soir, la fédération CGT des PTT appelle à son tour à cesser la grève.
Aucun des décrets-lois n'est finalement appliqué, toutes les sanctions pour fait de grève restent…lettre morte, et une prime annuelle spécifique aux PTT est instaurée. Jamais depuis 1909 un mouvement n'avait eu une telle ampleur. Pourtant, une vingtaine d'années plus tard, les PTT connaissent leur grève la plus forte du XXe siècle.

### Années 1960, une tension en hausse
Après l'éruption de l'année 1953, où le nombre moyen de 6,29 jours de grève par agents est atteint, les PTT connaissent quelques années pendant lesquelles les revendications ne s'expriment pas par des arrêts de travail. Ceux-ci se produisent lors de journées nationales, auxquelles la CFTC s'associe progressivement. La statistique des grèves enregistre: 
- 1954 : 81 584 journées ; 1957 : 98 480 journées ; 1959 : 72 836 journées. Les chiffres des années intermédiaires sont insignifiants.

La "température sociale" s'affiche à la hausse à partir de 1960. La modernisation qui marque les années de la reconstruction, sous la IVe République, ne touche pas les PTT. Le téléphone français est en retard, les opérations de tri du courrier restent manuelles. Seuls les chèques postaux sont l'objet d'un début de traitement informatisé. Le recours à des effectifs de plus en plus nombreux, mais en croissance moins rapide que le trafic postal, est une solution onéreuse pour l'État. De plus il amplifie les frustrations du personnel en matière de traitements et de qualifications. Il concentre sur les grandes agglomérations la "mal vie" d'agents déracinés. Les événements de 1968 traduisent le malaise, sans le résoudre. La statistique gréviste en témoigne à sa manière.
- 1960 : 121 148 journées ; 1961 : 139 423 journées ; 1962 : 103 200 journées ; 1963 : 250 882 journées ; 1964 : 280 000 journées: 1965 : 116 453 journées ; 1966 : 272 496 journées ; 1967 : 321 000 journées.
- 1968 : 1 662 416 journées. Le chiffre de 1953 est dépassé, mais il concerne un effectif de fonctionnaires plus important: il correspond à 5,86 journées de grève en moyenne par agent.
- 1969 : 198 400 journées ; 1970 : 407 300 journées ; 1971 : 279 600 journées ; 1972 : 368 300 journées ; 1973 : 469 872 journées. Ce dernier nombre traduit une participation gréviste moyenne annuelle de 1,57 jour par agent.

### Automne 1974, la grande grève
La montée du mécontentement, que traduisent les chiffres des journées de grève, se conjugue à l'automne 1974 avec une situation politique particulière. Valéry Giscard d'Estaing est élu au mois de mai 1974 Président de la République avec un faible différentiel de voix sur François Mitterrand, le candidat de l'union de la gauche. Le programme commun de la gauche a l'appui des syndicats CGT et CFDT. Or les premières rumeurs concernant les projets "giscardiens" sur les PTT renvoient des bruits de création d'un office des postes et télécommunications. C'est interprété par les agents des PTT comme une privatisation et un démantèlement du service public. Depuis plusieurs années ces thèmes agitent la profession, qui craint de perdre un statut, protecteur du chômage et garantissant une certaine carrière. Ces inquiétudes, se lient aux traditionnelles revendications salariales, que le gouvernement résout, à minima, en concluant  au niveau de la fonction publique des accords minoritaires avec FO, la FEN et la CFTC, en laissant de côté CGT et CFDT. Elles se mélangent aussi avec des conditions de travail et des processus de management archaïques, face à une population jeune et qui aspire à la reconnaissance professionnelle,. 
- le 17 octobre 1974, lors d'une semaine d'action syndicale CGT-CFDT, un incident mineur à la suite d'une Assemblée générale du personnel employé au tri postal du PLM (Gare de Lyon) provoque la cessation du travail "pour une durée illimitée", au bureau du PLM[42], puis en cascade dans tous les Bureaux-gares parisiens, qui sont centres de tri et centres de transit pour l'essentiel des échanges postaux entre Paris et le reste de la France… Chaque bureau-gare parisien (PLM, gare d'Austerlitz, gare de Paris-Montparnasse, gare Saint-Lazare, gare du Nord, gare de Paris-Est) est en effet "tête de ligne" des divers services ambulants ferroviaires, qui drainent et trient le courrier de leur zone de "route". À ces bureaux-gares se rattache Paris-Brune, un centre plus récent, traitant essentiellement du courrier d'entreprise et celui de banlieue parisienne Dès le 22 octobre, la grève y est générale. Elle paralyse le pays progressivement, tant l'économie moderne est tributaire des échanges. Tous les secteurs de la Poste, guichets, distribution, Chèques postaux suivent le mouvement. Il emporte les services des télécommunications, les premiers menacés par une privatisation éventuelle et le démantèlement des PTT.

Comme en 1909, le secrétaire d'État aux PTT, Pierre Lelong devient la "bête noire" des postiers en prononçant des paroles vexantes sur "le travail idiot dans les centres de tri" ! Face à lui  le syndicalisme des PTT, historiquement fort, est puissant. Fin 1973, la fédération CGT annonce 87 000 adhérents, la fédération Force ouvrière se compte à plus de 58 000 adhérents, la fédération CFDT disposerait de plus de 30 000 syndiqués.
- En emplois budgétaires, les PTT ce sont en 1974: 231 000 postiers, 111 000 télécommunicants et 3 600 agents dans les services communs, sur l'ensemble du territoire français. Ce sont un des plus gros employeurs du pays. Non seulement la grève paralyse l'économie, mais elle est visible et audible. Les banderoles devant les bureaux, les manifestations un peu partout, plusieurs à Paris, les boîtes aux lettres vides, les guichets fermés, les chèques non tirés, tout atteste d'un mouvement très largement suivi. Pourtant, bien que des négociations soient ouvertes dès le 24 octobre, ce n'est qu'à partir du 20 novembre, après une énième journée de grève et de manifestation très  puissante des agents de toute la fonction publique que Pierre Lelong, au nom du gouvernement dirigé par Jacques Chirac annonce pour 1975 un budget des PTT en hausse. Le front syndical commun réalisé jusqu'alors commence à se lézarder. Le 26 novembre, Jacques Chirac annonce aux syndicats l'ouverture sous deux semaines des discussions salariales dans la fonction publique. La grève s'effrite depuis quelques jours déjà, quand les centres de tri parisiens décident le vendredi 27 novembre la cessation de la grève. La reprise du travail est effective le 2 décembre 1974. Comme son homologue Julien Simyan en  1909, Pierre Lelong disparaît de la scène politique nationale après son remplacement le 31 janvier 1975 au secrétariat d'État aux PTT par Aymar Achille-Fould.

- Pour l'ensemble de l'année 1974, la statistique des grèves livrée par les PTT[44] permet de prendre la mesure de ce mouvement exceptionnel:  3 101 826 journées de grève sont officiellement comptabilisées. La moyenne annuelle par agents s'établit à 9 jours.

Le record de 1974 ne dissuade pas les années suivantes les agents des PTT à recourir à cette forme de lutte. Au début 1978, en région parisienne éclate dans les nouveaux centres de tri créés en banlieue, Créteil, Trappes, Bobigny, Nanterre, etc., un conflit à propos de la précarisation du recrutement de "vacataires". Comme pour l'ensemble des salariés, l'année 1981 marque une césure: jamais après cette date le nombre moyen de jours de grève par agent ne dépasse aux PTT la barre symbolique de 1 jour. Les conflits qui ont lieu avant la réforme de 1990, parfois spectaculaire, comme celui des "camions jaunes bloquant les centres postaux, ne touchent qu'une minorité  d'agents. On assiste par contre à une extension des conflits localisés sur un établissement. Ce genre de grèves entraine des arrêts de travail longs, mais n'implique qu'une population réduite.
1975-1989: statistiques des grèves aux PTT
- 1975 : 186 000 journées de grèves;  1976 : 559 000 journées ; 1977 : 697 415 journées ; 1978 : 443 900 journées ; 1979 : 447 000 journées ; 1980 : 613 500 journées ;
- 1981 : 145 857 journées ; 1982 : 133 800 journées ;  1983 : 182 000 journées.
- 1984 : 428 000 journées. C'est une année charnière aux PTT, car un plan commence à entrer en vigueur qui vise à supprimer les services ambulants et les bureaux-gares. Sur le plan politique, elle correspond au départ du gouvernement des ministres communistes.
- 1985 : 198 000 journées ; 1986 : 383 000 journées ; 1987 : 393 000 journées ; 1988 : 332 000 journées ; 1989 : 192 241 journées.

## Sources
- Marcel Cachin, Carnets, 1935-1947. CNRS éditions, Paris, 1997.
- IHS-CGT/PTT, La grande secousse, PTT, grève d'octobre novembre 1974. Montreuil, 2004.
- CFDT-PTT, Des "idiots par milliers". François Maspero éditeur, Paris, 1975.
- Vincent Bouget, « La grève des PTT de l'automne 1974 et les médias », in Les Cahiers pour l'histoire de La Poste, no 1 / novembre 2003.
- Christian Chevandier, La Fabrique d’une génération. Georges Valero, postier, militant et écrivain, Paris, Éditions Les Belles Lettres, collection « Histoire de profil », 2009, 434 p.
- Emmanuel Fleury, La remontée, éditions sociales, Paris, 1969.
- Christian Henrisey, Postiers en grèves, 1906-1909. Comité entraide PTT Sud-est, Paris, 1995.
- Christian Henrisey, Généalogie gréviste aux PTT de la "Belle époque" à 1974. IHS CGT-PTT, 2005.
- Serge Lottier, La fédération CGT des PTT et l'affrontement de classe en 1947. IHS CGT-PTT, 1998.
- Serge Lottier (dir.), Histoire de la fédération CGT des PTT, 1945-1981, éditions Le Temps des Cerises, Paris, 2011.
- Jean-François Noël : Les postiers, la grève, et le service public. François Maspero-Presses universitaires de Grenoble, 1977.
- Frédéric Pacoud, « La naissance du syndicalisme postal », in Les Cahiers pour l'histoire de La Poste, no 9 / mai 2008.
- Madeleine Vignes, Le Journal des Dames, féminisme, syndicalisme dans les PTT de 1924 à 1937. Paris, 1992.